# Lithophyllum chamberlainianum
Lithophyllum chamberlainianum Woelkerling & S.J. Campbell, 1992 é o nome botânico de uma espécie de algas vermelhas pluricelulares do gênero Lithophyllum, família Corallinaceae.
- São algas marinhas encontradas na Austrália.

## Sinonímia
- Não apresenta sinônimos.